# メイドさんと大きな剣
『メイドさんと大きな剣』（メイドさんとおおきなけん）は、May-Be SOFTから2006年に発売されたアダルトゲームソフト。

## 概説
基本的には、ちょっとおバカなノリのラブコメアドベンチャーゲーム。本作の特徴とも言えるメイドの戦闘についても、最初に発生するビスクドール「VII（のちの零那）」と咲耶達との攻防こそは本気の戦闘だが、それ以降は神楽堂家のメイド同士の模擬戦のみで、ビスクドールVIIを送り込んできた相手もその後、どのヒロインのルートでも全く動きを見せない等、表回りでの戦闘活劇としてはあまり見せ場は無く、基本は屋敷にある大舞台（円劇の間）での模擬戦闘が中心となる。以降の屋外での戦闘は零那ルートではエピローグでのワンシーンで環家のビスクドール一味と対峙するのみだった。ただし、各メイドの奥義「メイドのミヤゲ」の発動シーンについては、それぞれにアニメが用意されており、PCまたはDVDでのゲーム処理関係上、粗さが見えてしまうがかなり凝ったものとなっている。
May-Be SOFTの次作『遊撃警艦パトベセル 〜こちら首都圏上空青空署〜』では過剰なほど他作品のパロディ、オマージュが散見されるが、本作においては一部の人物のネットスラング用語を含んだセリフ以外、ほとんどはっきりしたものは見られないが、パトベセルではある人物のエピソードに環家が関連するイベントがある。

## ストーリー
ごく普通の学園生活を送っていた男子生徒、神楽堂槇人。だが、突然ある夜、彼は父親から告げられた。実は神楽堂家は日本でも三本の指に入る大富豪であり、そして槇人はその跡取りなのだと。
強引に話をまとめられ、神楽堂家本来の屋敷で独り暮らしをすることになる槇人。だが、そんな彼に父親は、身の回りの世話をしてくれる「特別な」メイドを付けてくれるという。
半信半疑で屋敷の扉を開いた槇人の前に、確かにメイドの少女がいた。だが、その彼女はクラスメイトで、おまけに身の丈を越える巨大な剣を背にしていたのだ。そして続いてやって来たメイドも担任の教師だったり、後輩だったり、果ては自分を殺しに来た暗殺者（しかもアンドロイド）だったり。
こうして、半人前ご主人様槇人とメイド達の生活が始まるのだった。

## 登場キャラクター
神楽堂槇人（かぐらどう まきと）声：なし
本作の主人公。デフォルト名で変更することも可能。私立鳳桃（ほうとう）学園に通うごく普通の学生だったのだが、ある日突然、父親から、実は神楽堂家はこの国でも三本の指に入る大富豪で、これまでごく普通の生活をしてきたのは、主人公をある程度まではごく普通に育てたかったからだと聞かされ、さらに明日から大富豪の跡取りとして相応しい男になるため屋敷で独り暮らしをしろと、それまで暮らしていた家から追い出されてしまい、屋敷でメイドさんと一緒に生活することになってしまう。
事実を知り、雑な扱いをされた父を忌み嫌ったが、父譲りのお調子者の性格で、年相応にエッチだが、一方でそれまで庶民だったせいもあり、上級階級の常識など持っていないことが意外に功を奏することもある。
零那に強襲された当初は戦闘に見惚れたりしてしまうなど、何もできず無抵抗だったが、零那ルートエピローグでは彼女とともに、他の強襲型ビスクドールと対峙している。
御剣咲耶（みつるぎ さくや）声：かわしまりの
主人公のクラスメイトで、学園のアイドルにして完全無欠の優等生。お淑やかで非の打ち所のないお嬢様。
だがその正体は、MUSのプロフェッショナルのメイド、しかもアナザー・ワンという特別階級であり、主人公の世話をするために神楽堂家に雇われることになる。ちなみに普段の学園では猫を被っているが、本来はかなりノリが良く気さくな性格であり、さらに主人の槙人にはかなりの暴力的だったりもする。なお、メイド時の格好はスタンダードなメイド服。仕事時の主人公の呼び方は「ご主人様」で、学園では「神楽堂君」。剣の持ち手は「両手持ち」。
御剣家は代々優れたメイドを輩出する名門で、彼女の母親もアナザー・ワンだった。また、彼女の捧剣バルムンクも御剣家に代々伝わるもの。
人気投票では戦闘力やメイドの役目もスタンダードなタイプ故、他のメイド達に押され、最下位となった。遊撃警艦パトベセルのボイスドラマ「納税勧告ハラワセルラジオ」ではこれに関する苦言のお便りが紹介され、同様な扱いの七瀬ヒカリも苦笑いで返答していた。
愛染理緖（あいぜん りお）声：未来羽
主人公の担任教師で担当教科は数学。趣味はギャンブル全般で「ギャンブルティーチャー」の異名を持つほど。
彼女もまた実はMUS所属のアナザー・ワンで、主人公の世話をするためのメイドの2人目として神楽堂家にやってきた。のちにそのキャリアから神楽堂家のメイド長となる。会話に区切りを付ける時は、手を「ポン」と合わせて鳴らす癖がある。
全般的に中華風スタイルで、メイド服もチャイナ服風にアレンジしており、得意料理も中華。仕事時の主人公の呼び方は「旦那様」で、学園では「神楽堂君」。剣の持ち手は一刀時は片手（右手）、二刀時と防御時は両手持ち。
部屋は中国のもので統一され、背景には移らないがスロット台と麻雀牌セットがあり、涼やかに過ごすのも一変メイド四人との麻雀を行うイベントがある。
捧剣は青龍偃月刀。
行葉棗（ゆくは なつめ）声：青川ナガレ
主人公の後輩で、彼女もまたMUSのメイド。小動物系のドジっ子。ちなみにメイド時は和風にアレンジしたメイド服を着用している。
大剣を持つものの、正確にはまだアナザー・ワンではなく、その研修として神楽堂家に派遣された。仕事時の主人公の呼び方は「ご主人さま」で、学園では「神楽堂先輩」もしくは単に「先輩」。剣の持ち手は「両手持ち」。
部屋はベッドを除いて和風に統一されており、僅かに畳が敷かれ、座布団やちゃぶ台まである。座右の銘は「袖振り合うも多生の縁」。
漫画を描くなど意外な趣味を持っている。オレは少女漫画家では少女漫画家の代表者で彼女の名前が登場した。
捧剣は備前長船長光
金回りや、源泉宿に詳しいなど何らかの秘密を持っていたが、実は神楽堂家と比肩する財閥、郁葉家の一人娘だが、とある事情で家出をしていた。
なお、公式HPで行われた第一回人気投票では1位を取っている。
環零那（たまき れな）声：広森なずな
MUSと対立する組織から、槇人を抹殺すべく送り込まれたビスクドール。咲耶達3人相手に互角以上に戦うも、咲耶の常識外の技「セルリアン・エンゲージ」の前に破れた後、槇人によって神楽堂家の4人目のメイドとして迎え入れられる。
「強襲型アサルトメイド・ナンバー"VII"（セブン）」という名だったが、神楽堂家に迎え入れられるにあたり、耳カバーにある「07」の文字から、槇人に「零那」の名を付けられた。
なお、学習型アンドロイドのため、戦闘、メイドの仕事は状況によって自滅してしまう場面を除き、パーフェクトにこなす。主人公のことは「マスター」と呼んでいる。
アナザー・ワンではないため、捧剣ではないがそれに匹敵する能力を持つギミックブレード カラドボルグを持っている。剣の持ち手は片手（左手）持ち。
部屋はいつの間にか運ばれた機械物に統一されており、ここであらゆるデータ収集をしている。ボイスドラマ「メイドさんと大きく違うラップ」では、ヒップホップにハマり黒ずくめにサングラス姿の「メーン」が口癖のラッパーに扮し、咲耶とラップバトルを繰り広げた。
なお、第二回人気投票で1位になり、抱き枕が発売された。
宮本（みやもと）声：なし
主人公の悪友。ケツアゴが特徴で興奮したり悲痛になると「イヤオォー！」と叫ぶ癖がある。神楽堂や御剣達の関係は知ることもなく、零那を「レミ」と間違えて覚えてしまい、長らく勘違いしていた。
グラム 声：なし
御剣をメインにストーリーを進めると咲耶の真の怒りの力によって躍進することが出来たバルムンクが意思を持つようになり、しゃべるようになる。性格は紳士的で、少々口うるさく現世の物に興味を持つ。棗をメインに進めると咲耶と心通わせることに成功し、しゃべることが出来るようになった。

## 用語
アナザー・ワン
すべてのメイドの頂点に立つ特別階級。捧士とも呼ばれる。アナザー・ワンの名はメイドの仕事の他にもう一つ、重要な仕事を持つことからきている。その仕事とは「主を護る」ことで、そのために常に巨大な剣「捧剣」を身に付け（ほとんどの場合は大きさの問題から収める鞘などは用いず、そのまま背中に背負うことになる）ている。さらに、メイドのなすべき全ての仕事は完璧にこなすことができる。
ヴィクトリア
アナザー・ワンの中でも最も優れた者に与えられる称号。
メイドのミヤゲ
アナザー・ワンのみが放つことが出来る「切り札」。いわゆる必殺技のこと。文字通り必殺の威力を持っており、ネーミングは「冥土の土産」とかけてある。
捧剣（ほうけん）
アナザー・ワンのみが帯剣することを許されている巨大な剣。神話や伝承に登場する剣の名を持っているが、本物かどうかは不明。ただ、絶大な力を持っており、中には自らの意志を持つものすら存在する。なお、見た目通りに結構重いらしい。
バルムンク
咲耶の捧剣。かつて、ジークフリードが使った魔剣。魔剣や聖剣と呼ばれる剣を持つ者はアナザー・ワンの中でも一握りに過ぎず、その中でも最高レベルの魔剣とされている。MUSから支給されたものではなく、御剣家に代々伝わってきた剣。実はまだ咲耶とは完全に契約が完了していないため、真の力は発揮できていない。「グラム」という名の人格を持っており、真の力を発動させることで、会話が出来るようになる。
セルリアン・エンゲージ（浅葱色の約束）
バルムンクの技の一つ。斬撃を先行予約する。つまり、特定の場所に対して「斬撃をしていたことにする」という技。後で必ず本当にその場所に斬撃を振るう必要がある。さらに、その予約が果たされないと剣自身が判断すると、技自体発動しない。また、予約できるのは特定の位置であり、目的のものがそこから移動してしまっても取り消すことはできない。また、バルムンクに対する「契約時間」が必要なため、とっさに使うようなことは出来ない、といった風に制約事項が多く、零那は「大道芸」と評している。
サファイアン・バニッシュメント（消失する黒玉色）
バルムングの技の一つで、発動した状態でバルムンクで相手の斬撃を受けることで、その衝撃を消すことができる。このため、相手の技を受けた際に衝撃を受けることなく反撃に移れる。ただし、発動するためには、相手の剣を受けたときの形が完全な十字を描いていなければならないという制限がある。
躍進
バルムングが第二段階に進化することを指す。もしくは、進化させるキーワード。第二段階になると剣の形が変わるが長時間も躍進状態だと剣者にも大きな負担がかかる。
メイドのミヤゲ「オラトリオ・プラチナム（白金色の聖譚曲）」
発動時に赤い陣が描かれ、魔剣バルムンクの全エネルギーを一気に開放する強力な技。バルムンクが第二段階躍進になっていないと使えないため、技が完成しておらず、当初は使用できなかった。咲耶と零那のメイドのミヤゲ同士がぶつかり合い、硬度の素材で出来た円劇の間が損傷するほどの威力を放った。
青龍偃月刀
理緖の捧剣。関羽が使ったとされている。剣には青と黄色の宝玉が飾られている。もっとも、いわゆる偃月刀ではなく、双剣の形にアレンジされており、分割して二刀として使ったり、さらにはブーメランのように一刀または二刀で投げたりとトリッキーな戦闘ができる。当初は剣で自傷したこともあったなど理緖曰く「扱いにくいったらありゃしないが、他に使っている人がいなかったので目立てるかなと思って選んだ」とのことだが、戦闘では完璧に使いこなしている。なお、二刀に分離したときの名は「青龍」と「黄龍」。
回龍背尾
背中で偃月刀を高速で持ち替える技。技自体は単純ながら、正面で対する相手は、どちらからの刀身攻撃が来るかの判断が難しくなる。また、手を変えると見せかけ、フェイントで同じ方向から攻撃をかける手や、背中で二刀に分離させる手もあり、余計に読み辛くさせている。
メイドのミヤゲ「双龍烈火閃」
青龍偃月刀を二刀にして放つ強力な竜型のエネルギー弾。その威力はMUSでも最上位のSランクを付けられるほど。ただし、事前にフィールドに龍脈を描かないと発動できないという欠点がある。
備前長船長光
棗の捧剣。佐々木小次郎が使ったとされている。長さはともかく、日本刀らしからぬ太さの剣。棗は普段は引きずってしまうことが多いが、いざ戦闘となるとこの剣を華麗に操る。
燕返し
備前長船長光の技の一つ。ここでは右からの高速の初撃と左からの神速の二撃の連撃。その真価は、相手の攻撃を断ち切って防御に回らせることにある。アナザーワンの技としてはワンパターンだが、棗はこの技を磨き上げており、いかなる態勢からも放つことが出来るまでに熟達している。さらに、左からの神速から入り、左右逆に放つ「燕返し-違（たがえ）-」という発展技も持つ。
背面風車
背後で剣を持ち替える技。理緖の使う回龍背尾の源流といえる技。
メイドのミヤゲ「五輪燕」
棗の切り札。燕返しは二連撃だが、こちらは五つの斬撃を「同時に」放つ技。ネーミングは佐々木小次郎を破った宮本武蔵の著した「五輪の書」からで、武藏の奥義とも言える五輪に対抗できる燕返しを意味する。技発動時は「地」「水」「火」「風」「空」、「五輪燕」の字が載る。
カラドボルグ
零那の剣。正確に言うと零那はMUSのアナザー・ワンではないため、この剣も捧剣ではないが、元々ビスクドールはアナザー・ワンに対抗するために作られており、カラドボルグも捧剣に匹敵する能力を持っている。彼女の使う剣は本物の魔剣カラドボルグではなく、それを基盤に環家が作り上げたレプリカで、本物のような能力がない代わりに、機械的な仕掛けがいくつも仕掛けられ「ギミックブレード」となっている。零那自身はトイボックス（オモチャ箱）と呼ぶこともあり、その名の通り様々な仕掛けを戦闘で披露する。
ナイン・オブ・ワンズ
カラドボルグの技の一つ。「ワンドの9番目」。それまでにカラドボルグに与えられた衝撃をすべてエネルギーとして蓄え、一気に放出する技（仕掛け）。「かなり鈍重な動きなので、初見でしか当たらないだろう」とは零那の弁。
ツー・オブ・ソード リバーサル
カラドボルグの技の一つ。ニードルクラッカーと呼ばれる、カラドボルグに内装された機関銃での射撃。また、銃身を露出させるために剣先が左右に割れるのだが、この割れた剣先で相手の剣を挟み込こみ、動きを封じて内蔵されたカッターで武器を切断することも可能で、武器破壊用の技として応用できる。
メイドのミヤゲ「第7の金貨（セブン・オブ・ペンタクルス）」
ナイン・オブ・ワンズの発展系の高速突撃技。しかも零那のもつ跳躍力で高く舞い上がってから放つため、重力の分も威力に上乗せできる。
MAID UNION SOCIETY
メイド連合協会。略称はMUS。メイド育成の専門学校で、ここで単位と資格を取ることでメイドになることが出来る。
ビスクドール
MUSと対立する組織が作り上げた戦闘用のメイド型自律アンドロイド。「戦闘用」で「メイド」であるところから、二度焼きの人形であるビスクドールと呼ばれる。なお、メイド型なのはMUSへのアンチテーゼとのこと。
環家
零那を槇人暗殺のために送り込んだ家。MUSとは対立しており、魔剣を集めたり呪術に手をだしたりと、理緖曰く「節操のない」家。神楽堂家を敵視しており、槇人が狙われたのもそのため。眞人とも零那の強襲以降環家を嫌うようになったが、零那の身体を触れ「グッジョブ、環家」と心で答えていた。

## スタッフ
- 企画：TOMO
- 原画：あかざ
- シナリオ：箒星
- 音楽：父山或人

## 主題歌
"MAID" in blade
作詞：REIKA/作曲：milktub/編曲：ms-jacky/歌：REIKA

## 関連書籍
ノベライズ
- メイドさんと大きな剣-（パラダイムノベルズ）

布施はるか・著 2006年10月初版 ISBN 9784894908147